# Zołotowka (obwód tambowski)
Zołotowka (ros. Золотовка) – wieś (sieło) w Rosji, w obwodzie tambowskim, w rejonie rżaksińskim. W 2010 liczyła 139 mieszkańców.